# Augusto Boal
Augusto Boal (n. 16 martie 1931 - d. 2 mai 2009) a fost director al Teatrului Brazilian, scriitor și om politic. A fost fondatorul Teatrului Asupriților, o formă teatrală folosită originar în mișcările pentru educația populară radicală. Boal a avut pentru o periadă funcția de vereador (echivalentul pentru consilier local) în Rio de Janeiro din 1993 până în 1997, unde a dezvolat teatrul legislativ. 

## Influențe
O mare parte din tehnica lui Augusto Boal a fost creată după ce a observat limitarea didacticii în ceea ce privește teatrul motivat politic în zonele unde lucra. El a descoperit că încercările lui de a inspira oamenii care trăiesc în zone sărace sau "de mahala" de a se ridica împotriva inegalității rasiale și de clasă erau inhibate de trecutul său rasial și de clasă, din vreme ce el era alb și relativ asigurat financiar. Noile sale tehnici au permis să pătrundă idea de rebeliune și de îndemn pentru schimbare în interiorul grupului țintă. O bună pate din lucrările sale timpurii a fost inspirată de filozofia marxistă, cu toate că de-a lungul carierei sale nu a fost limitat de acest lucru și o bună parte din lucrările sale acum înclină spre ideologia de centru stânga.
Paulo Freire a avut o influență majoră asupra tehnicii lui Boal. El și Freire au ajuns să fie apropiați în ultimii ani de viață ai acestuia. Când Freire a murit, Boal a spus: "Sunt foarte trist. Mi-am pierdut ultimul tată. Acum tot ce am sunt surori și frați".
Boal este de asemenea cunoscut pentru a cita din vestita piesă Hamlet de Shakespeare, în care dramaturgul explică (prin intermediul lui Hamlet) că teatrul este ca o oglindă care reflectă atât virtuțile cât și defectele noastre în aceeași măsură. Cu toate că Boal găsește acest citat ca fiind extraordinar, îi place să creadă că teatrul este o oglindă în care cineva poate să ajungă să schimbe realitatea, să o transforme.

## Lucrări publicate
- Theatre of the Oppressed - Londra: Pluto Press, 1979
- Games For Actors and Non-Actors - Londra: Routledge, 1992; Second Edition 2002
- The Rainbow of Desire: The Boal Method of Theatre and Therapy - Londra: Routledge, 1995

### Alte cărți
- Legislative Theatre: Using Performance to Make Politics - Londra: Routledge, 1998.
- Hamlet and the Baker's Son: My Life in Theatre and Politics - Londra: Routledge, 2001
- The Aesthetics of the Oppressed - Londra: Routledge, 2006.